# Cheilotrichia (Empeda) subnubila
Cheilotrichia (Empeda) subnubila is een tweevleugelige uit de familie steltmuggen (Limoniidae). De soort komt voor in het Palearctisch gebied.